# Solirubrobacter soli
Solirubrobacter soli es una especie de  bacteria grampositiva del género Solirubrobacter. Fue escrita en el año 2007. Su etimología hace referencia a suelo. Es aerobia e inmóvil. Tiene un tamaño de 1-3 μm de largo. Catalasa y oxidasa positivas. Forma colonias blancas en agar R2A. Temperatura de crecimiento óptima de 25-30 °C. Tiene un contenido de G+C de 71,5%. Se ha aislado del suelo en un campo de ginseng en Daejeon, Corea del Sur.